# Avesnes-en-Saosnois
Avesnes-en-Saosnois település Franciaországban, Sarthe megyében. Lakosainak száma 88 fő (2022. január 1.). Avesnes-en-Saosnois Monhoudou, Moncé-en-Saosnois, Nauvay, Peray és Marolles-les-Braults községekkel határos.

## Népesség
A település népességének változása:
| Lakosok száma | 93   | 89   | 90   | 89   | 89   | 87   | 85   | 83   | 88   |
|               | 2013 | 2015 | 2016 | 2017 | 2018 | 2019 | 2020 | 2021 | 2022 |